# Serapek
Serapek is een bestuurslaag in het regentschap Ogan Komering Ilir van de provincie Zuid-Sumatra, Indonesië. Serapek telt 1005 inwoners (volkstelling 2010).